# Kartuizers

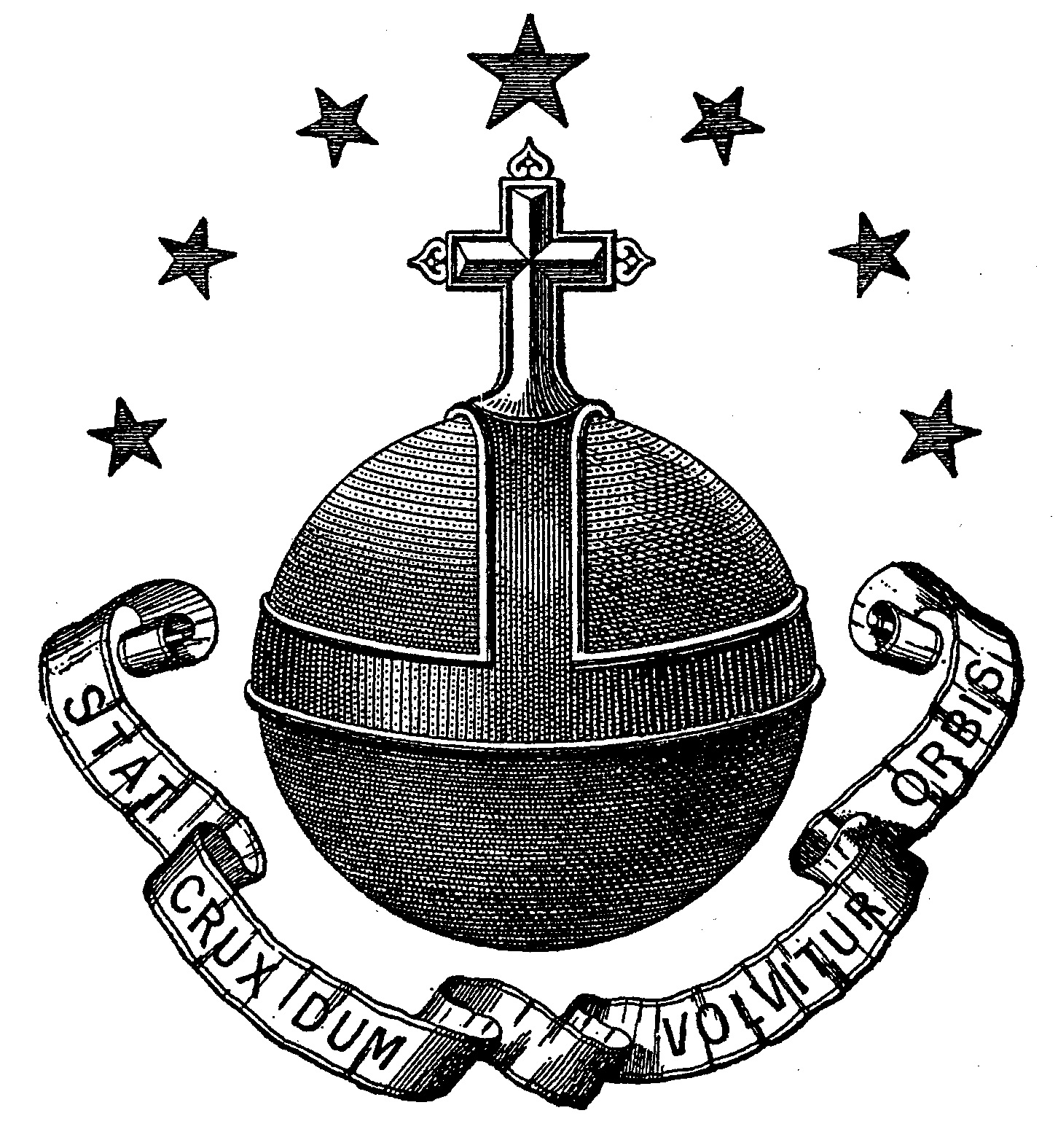
Het zinnebeeld van de kartuizers:
"Terwijl de wereld draait, staat het kruis"

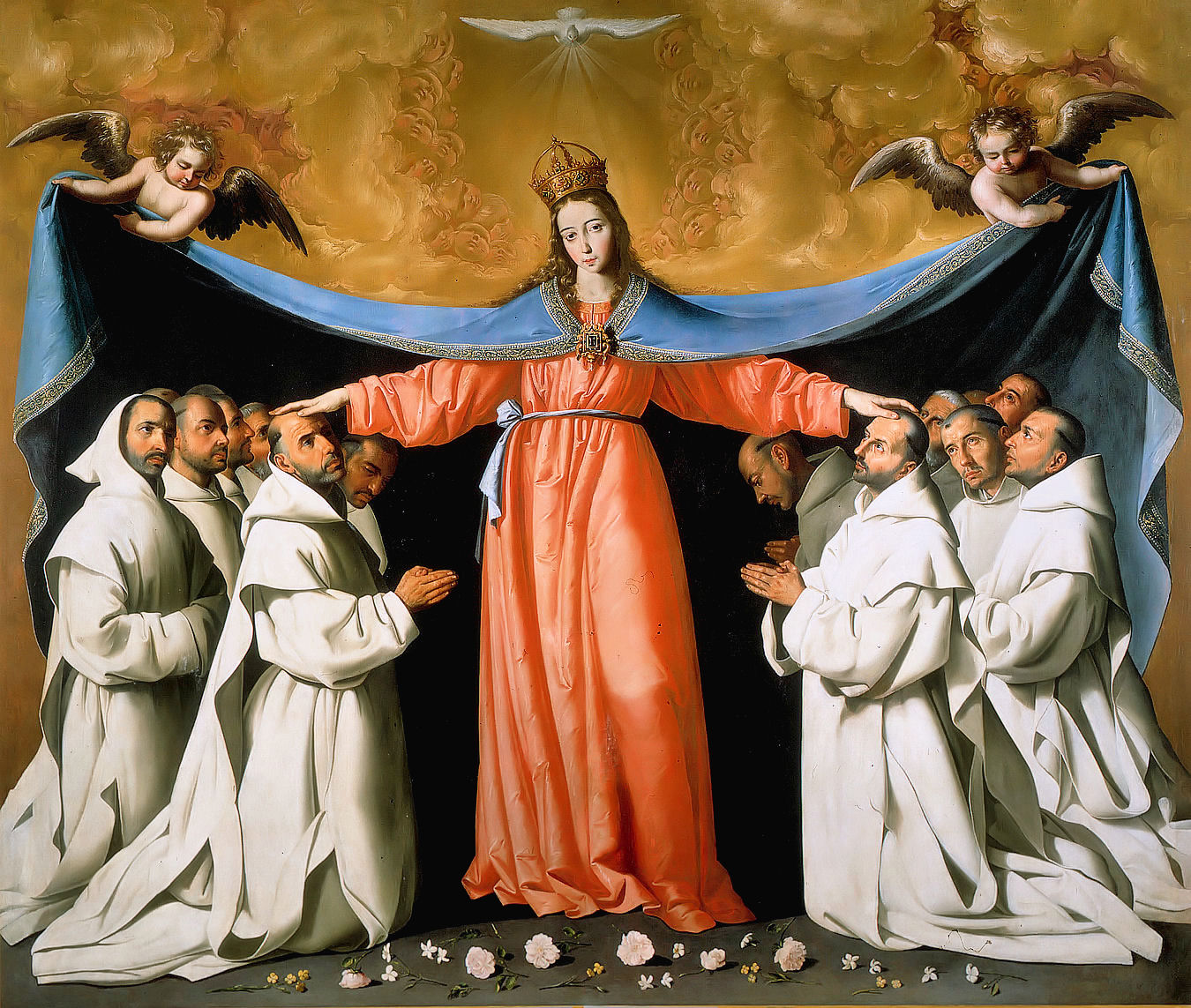
Maria beschermt de Kartuizers

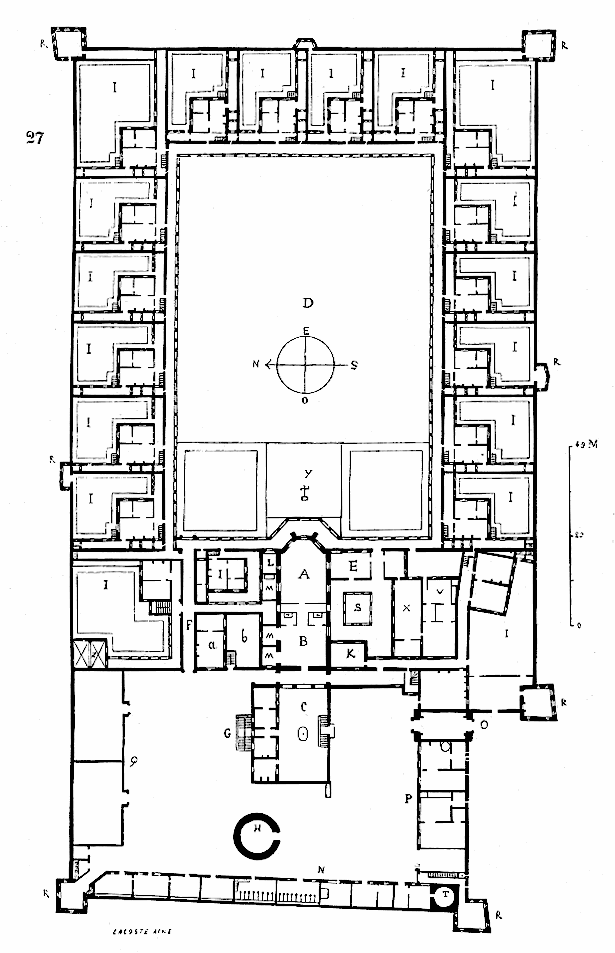
Plattegrond van een typisch kartuizerklooster (in Clermont Frankrijk) met de afzonderlijke kluishuisjes ieder omgeven door een groentetuin die afgescheiden is met een hoge muur van de andere huisjes

De Orde der Kartuizers is in 1084 gesticht door de heilige Bruno van Keulen in het onherbergzame Chartreuse ten noorden van Grenoble. Het is een contemplatieve orde van kluizenaars die samenleven tussen afzondering in een kluis en enkel op zondag in gemeenschap.
De orde heeft nooit een zogenaamde observantiebeweging gekend omdat ze altijd is blijven vasthouden aan haar regel en de idealen van haar stichter. In het Latijn heet dit beknopt: numquam reformata, quia numquam reformanda, nimmer hervormd, omdat er nooit hervorming nodig was; of nog numquam reformata, quia numquam deformata, nimmer hervormd omdat het nooit vervormd is geweest.

## Levenswijze
Kartuizers leven in een soort laura met aparte kluizenarijen in door muren omsloten tuintjes, onderling verbonden met lange gangen. Op een centrale binnenplaats staan doorgaans een kerk en een groot houten kruis. Voor ieder kartuizerklooster (kartuize) zijn/waren vaste grenzen aangewezen, waarbinnen de monniken zich mochten begeven voor enige ontspanning of een wandeling. Dit gebied moest ver genoeg van de bewoonde wereld af liggen.
De kartuizers volgen hun eigen statuten, die van de Regel van Benedictus verschilt, namelijk de Consuetudines geschreven door Guigo I (1083-1136) tussen 1121 and 1128. De kartuizers zouden de strengst levende monniken van het westerse kloosterwezen zijn, al valt die reputatie moeilijk te controleren omdat ze nooit een stap buiten hun kloosters zetten en zelfs hun familie maar sporadisch schrijven. Ze omschrijven hun leven als een totale contemplatie en toewijding aan God in de stilte van hun cel. In ieder geval besteden ze dagelijks veel tijd aan het getijdengebed (een uitgebreide Officie aangevuld met de dagelijkse Kleine Officie van Onze Lieve Vrouw), spreken alleen met elkaar op een wekelijkse wandeling en op feestdagen, en dan nog zeer kort, doen maar een klein gedeelte van het dagelijkse programma samen en blijven de rest van de tijd in hun kluis. Ze leven zeer afgezonderd van de vroeg 21e-eeuwse consumptiemaatschappij. Toch staat daar dan weer tegenover dat ze wél zeer betrokken zijn bij de zorgen buiten de kloostermuren. Ze vinden daar zelfs hun bestaansrecht in door met hun gebed het leven van hun medemensen te willen helpen dragen. Kartuizers voorzien in hun eigen levensonderhoud door ambachtelijke activiteiten die in hun cel kunnen uitgevoerd worden. Een belangrijke bron van inkomsten voor de ganse orde is de productie van de beroemde likeur Chartreuse die in hun hoofdklooster La Grande Chartreuse wordt gemaakt.
Eer men een volwaardig lid wordt kent men een lange opleidingsperiode. Na één of meerdere onderscheidingsretraites kan men als postulant toetreden. Dit duurt de tijd die nodig is om correct te kunnen kiezen en duurt meestal zes maanden tot maximaal twee jaar. Niet iedereen gaat door deze fase, want sommigen die reeds een langere onderscheidingsretraite hadden beginnen meteen aan het noviciaat. De gemeenschap stemt met unanimiteit in dat een kandidaat aan het noviciaat kan beginnen. Bij deze gelegenheid wordt hij 'ingekleed' en betrekt hij zijn cel. Met name dit laatste is voor kartuizers van groot belang. In principe is het immers ook de plaats waar zij de rest van hun leven zullen doorbrengen. Nadien legt men – mits er sprake is van unanieme toestemming van de gemeenschap – kleine geloften af en dit voor een periode van vijf jaar. Hierop volgend legt men plechtige geloften af voor het leven. Afhankelijk van de roeping wordt de monnik na een gedegen opleiding ook tot priester gewijd.
Van 1997 tot 2012 was de Nederlander Dom Marcellin Theeuwes prior van het moederhuis van de kartuizerorde en was daarmee ook generaal overste van de Kartuizerorde. De huidige prior-generaal is de Franse Dysmas de Lassus (geboren: Michel de Lassus Saint-Geniès).
In 2005 maakte de Duitse cineast Philip Gröning de documentaire film Die große Stille (Engelse titel: Into great silence) over het leven van de kartuizers. Bij wijze van grote uitzondering mocht hij meer dan een jaar lang het dagelijks leven delen van de monniken van de Grande Chartreuse.

## Kloosters
Een kartuizerklooster wordt ook wel 'kartuis' of 'kartuize' genoemd. De orde telde anno 2006 ongeveer 370 monniken en 75 monialen. Het moederhuis van de kartuizerorde is de Grande Chartreuse in de omgeving van Grenoble. Verder heeft de orde 24 kloosters verspreid over drie continenten:

### Europa
- Duitsland
  - Kartause Marienau
  - (voormalige) Kartause St. Jacobi, Weddern bij Dülmen
- Frankrijk
  - La Grande Chartreuse, moederhuis en huidig hoofdhuis (Isère)
  - Kartuizerij van Portes (Ain)
  - Chartreuse de Montrieux (Var)
  - Chartreuse de Nonenque (Aveyron) (zusters)
  - Chartreuse de Notre dame (Alpes de Hautes Provence) (zusters)
  - Chartreuse de Sélignac, departement Ain. Dit klooster is in 2001 door de Kartuizers verlaten, maar is wel bezit van de orde gebleven. Er is nu een religieuze gemeenschap gevestigd, die hier aan de buitenstaanders de mogelijkheid biedt kennis te maken met de spiritualiteit van de Kartuizers.
- Groot-Brittannië
  - St Hugh's Charterhouse (Parkminster)
- Italië
  - Certosa di Farneta
  - Certosa di Padula in Padula, nabij Salerno
  - Certosa di San Martino in Napels
  - Certosa de Serra San Bruno (met het gebeente van de heilige Bruno van Keulen)
  - Certosa della Trinità (zusters)
  - Certosa de Vedana (zusters)
- Portugal
  - Cartuxa de Porta Caeli (Evora)
- Slovenië
  - Kartuzija Pleterje
- Spanje
  - Cartuja de Aula Dei (Zaragoza)
  - Cartuja de Miraflores (Burgos)
  - Cartoixa de Montalegre (Barcelona)
  - Cartuja de Scala Dei (Tarragona)
  - Cartuja de Porta Coeli (Serra)
  - Cartuja Santa Maria de Benifaçà (zusters)
  - Kartuizerklooster van Valldemossa (Majorca, nu een museum)
  - Het klooster bij Jerez de la Frontera is in 2001 door de orde verlaten.
- Zwitserland
  - Chartreuse de la Valsainte

### Amerika
- Argentinië
  - Cartuja de San José
- Brazilië
  - Mosteiro Nostra Señora Medianeira
- Verenigde Staten van Amerika
  - Charterhouse of the Transfiguration

### Azië
- Zuid-Korea
  - Notre Dame de Corée
  - Annonciation (zusters)

### Voormalige kloosters
- België
  - Het kartuizerklooster van Herne (1314-1783) was het eerste kartuizerklooster van de Nederlanden. Het hart van Margaretha van York (1446-1503) lag hier begraven. Nu nog verwijst de straatnaam Oud Klooster naar de plaats waar de kartuis lag. Tegenover het gemeentehuis van Herne is er ook een monument opgericht ter nagedachtenis van dit klooster.
  - Kartuizerklooster van Genadedal in Sint-Kruis bij Brugge (1318-1577) was het tweede kartuizerklooster in de Nederlanden.
  - Kartuizerklooster Sint-Catharina-op-de-berg-Sinaï (1323-1783), gesticht in Antwerpen (op het Kiel in de Sint-Rochusstraat, thans in het bezit van het Instituut voor Tropische Geneeskunde) waar het tot 1542 bleef en in 1544 werd voortgezet in Lier.
  - Kartuizerklooster te Lier: gesloten in 1783 onder Oostenrijks gezag; enkele restanten bewaard aan de Kartuizersvest 115.[2]
  - Sint-Jansbergklooster (Zelem) (1328-1794) in een deelgemeente van Halen bij Diest.
  - Kartuizerinnenklooster Sint-Anna-ter-Woestijne te Brugge (1348-1783).
  - Kartuizerklooster 's-Koningsdale aan het Fratersplein te Gent (1328-1783).
  - Kartuizerpriorij Sint-Martens-Bos te Sint-Martens-Lierde (Lierde) (1328-1783).
  - Fort de la Chartreuse op de Mont Cornillon bij Luik (1360-1793).
  - Kartuizerklooster Scheut (1456-1783) gesticht te Scheut en in 1578 overgebracht naar Brussel.
  - Kartuizerklooster Heilige Maria Magdalena-onder-het-kruis binnen de stadsmuren van Leuven (1491-1783). Dit was de laatste echt nieuwe vestiging in de Nederlanden.
  - Kartuizerklooster Sinte Sophie van Constantinopel in Antwerpen (1625-1783), opgericht door de uit Nederland gevluchte kartuizers van Vught.
  - Kartuizerklooster Sheen Anglorum in Nieuwpoort (1626-1783), gesticht door gevluchte Engelse kartuizers van Sheen na omzwervingen via Brugge, Noord-Frankrijk, Namen, Leuven, Antwerpen en Mechelen.
  - Kartuizerklooster Zepperen
  - Kartuizerklooster Doornik
  - Kartuizerklooster Chercq
  - Kartuizerklooster Burdinne
- Frankrijk
  - Champmol te Dijon, voormalige begraafplaats van hertogen van Bourgondië
  - Kartuizerklooster van Le Mont-Dieu in Le Mont-Dieu, eerste kartuizerklooster in het koninkrijk Frankrijk
- Nederland
  - Kartuizerklooster van Geertruidenberg (1336-1573) gesticht door Willem van Duivenvoorde.
  - Kartuizerklooster Monnikhuizen bij Arnhem (1342-1585).
  - Kartuizerklooster Bethlehem te Roermond (1376-1783).
  - Kartuizerklooster Nieuwlicht, Bloemendaal of Nova Lux. Opgericht ten noordwesten van Utrecht (1391-1583).
  - Kartuizerklooster St. Andries-ter-Zaliger-Haven bij de Lindengracht in Amsterdam (1392-1578).
  - Kartuizerklooster Sion te Noordgouwe bij Zierikzee (1434-1572).
  - Kartuizerklooster Sint-Bartholomeus in Jeruzalem te Delft (1471-1572).
  - Priorij Sinte Sophie te Vught bij 's-Hertogenbosch, gesticht in 1466 door Dionysius van Rijkel. In 1578 werd het klooster platgebrand. Tussen 1620 en 1640 vluchtten de overgebleven kartuizers naar Antwerpen, waar ze in een refugié van de kartuizers van Lier een nieuwe kartuize stichtten.
  - Kartuizerklooster Sonnenberg in Oosterholt bij Kampen (1485-1580).

Het laatste kartuizerklooster op (huidige) Nederlandse bodem was dat te Roermond, dat in 1783 werd gesloten.
- Stiermarken, huidig Slovenië
  - kartuizerklooster van Žička
  - Kartuizerklooster van Seiz, tijdens het Westers Schisma van 1391 tot 1410 zetel van het generaal kapittel van de orde.

### Algemene werken
- De kracht van de stilte. Geest en geschiedenis van de kartuizerorde. Tom Gaens & Jan De Grauwe, Uitg. Peeters, Leuven, 2006. (ISBN 978-90-429-1835-1).
- Gods eenzame zwijgers. De spirituele weg van de kartuizers. Tim Peeters, Carmelitana, Gent, 2007. (ISBN 9076671648).
- Een reis in stilte. Leven als kartuizers. Joost Reijnders, Ten Have, Kampen, 2006. (ISBN 9025957072).
- Historia Cartusiana Belgica. Jan De Grauwe, Salzburg, 1985 (= Analecta Cartusiana, nr. 51)

### Studies over specifieke kloosters
- Het geheim van de stilte. De besloten wereld van de Roermondse kartuizers. Krijn Pansters (red.), Uitg. Waanders, Zwolle, 2009. (ISBN 978-90-400-8488-1).
- "Qui vult orare, adeat Mare, De invloed van het kartuizerklooster St. Andries-ter-Zaliger-Haven op het praktisch schriftgebruik van zijn monniken, op het geestelijk leven, de kunst en de politiek in Amsterdam en op de familiegeschiedenis van het geslacht Boelens." B. ten Dam, (Utrecht 2006).

### Fictie
- In de roman "Genootschap van de steen" van David Morell speelt een deel van het verhaal zich af in een kartuizen klooster.

## Film
- Die große Stille (Engelse titel: Into great silence) van Philip Gröning. Duitsland, 2005.